# Boesenbergia trangensis
Boesenbergia trangensis är en enhjärtbladig växtart som beskrevs av Kai Larsen. Boesenbergia trangensis ingår i släktet Boesenbergia och familjen Zingiberaceae.
Artens utbredningsområde är Thailand. Inga underarter finns listade i Catalogue of Life.